# P. Whitney Lackenbauer
P. Whitney Lackenbauer (geboren Oktober 1974 in Kitchener, Ontario) ist ein kanadischer Neuzeithistoriker.

## Leben
Lackenbauer wuchs in Kitchener auf und besuchte das University of St. Jerome’s College (verbunden mit der University of Waterloo). Er studierte Geschichte an der University of Calgary und wurde dort 2004 promoviert. Er lehrt seit 2008 Geschichte an der St. Jerome’s University in Waterloo, Ontario, die ihn 2014 zum Professor beriefen. Die Canadian Rangers ernannten ihn zum Ehrenleutnant.
Seine Frau Jennifer hat einen B.A. in Politischer Wissenschaft der Carleton University und einen M.Sc. in Raumplanung der University of Guelph. Sie haben drei Söhne und leben in Otterville.

## Schriften (Auswahl)
- Vigilans: The 1st Canadian Ranger Patrol Group. Vorwort Stephen Harper. Yellowknife: 1st Canadian Ranger Patrol Group, 2015
- The Canadian Rangers: A Living History. Vancouver: UBC Press, 2013
- mit Franklyn Griffiths; Rob Huebert: Canada and the Changing Arctic: Sovereignty, Security and Stewardship. Vorworte Bill Graham, Hugh Segal. Waterloo: Wilfrid Laurier University Press, 2011
- mit John Moses, Scott Sheffield, Maxime Gohier: A Commemorative History of Aboriginal Peoples in the Canadian Military. Ottawa: Directorate of History and Heritage, Department of National Defence, 2010
- mit Ken Coates; William R. Morrison; Greg Poelzer: Arctic Front: Defending Canada in the Far North. Toronto: Thomas Allen & Son Ltd., 2008. Donner Prize 2008 für das beste politische Buch.
- Battle Grounds: The Canadian Military and Aboriginal Lands. Vancouver: UBC Press, 2007.
- mit Chris Madsen (Hrsg.): Kurt Meyer on Trial: A Documentary Record. Kingston: CDA Press, 2007. Über Kurt Meyer.